# Neobarroco

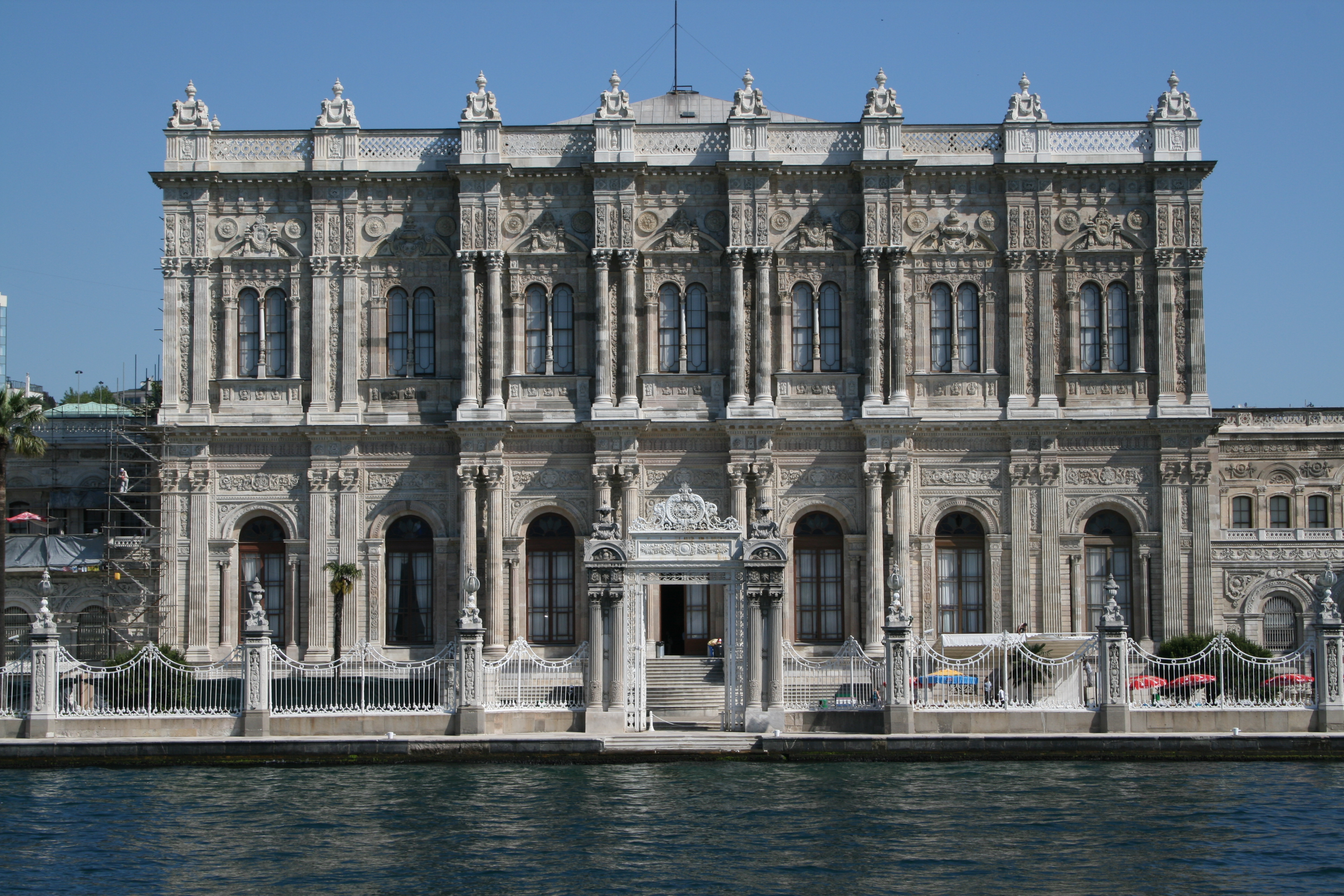
Fachada principal do palácio Dolmabahçe, Istambul

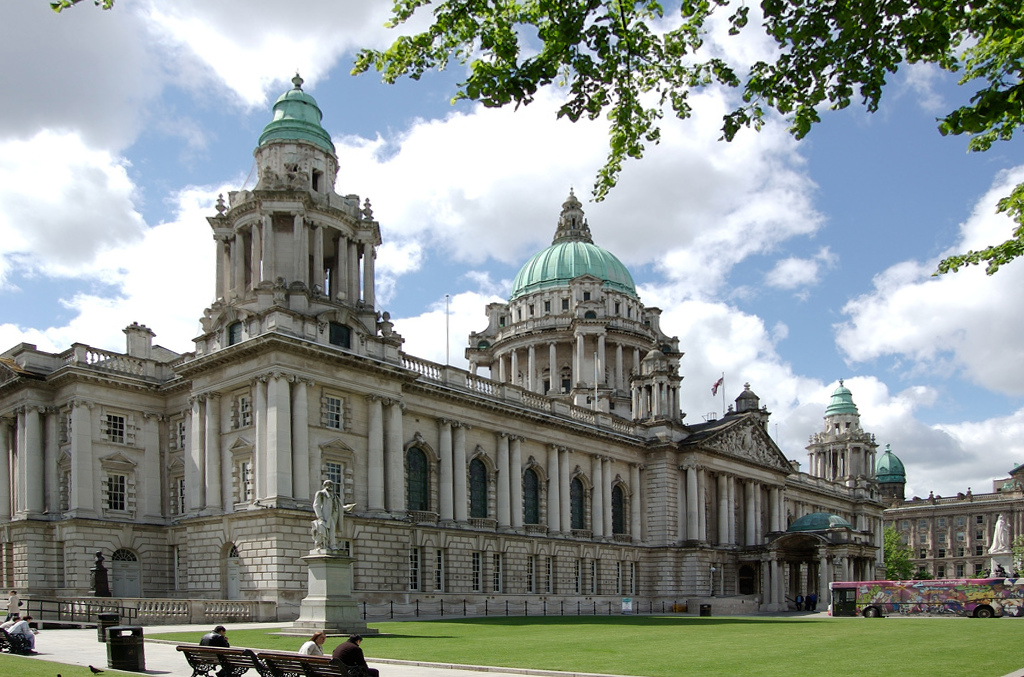
Belfast City Hall, exemplo da arquitetura barroca eduardiana ou "Wrenaissance"

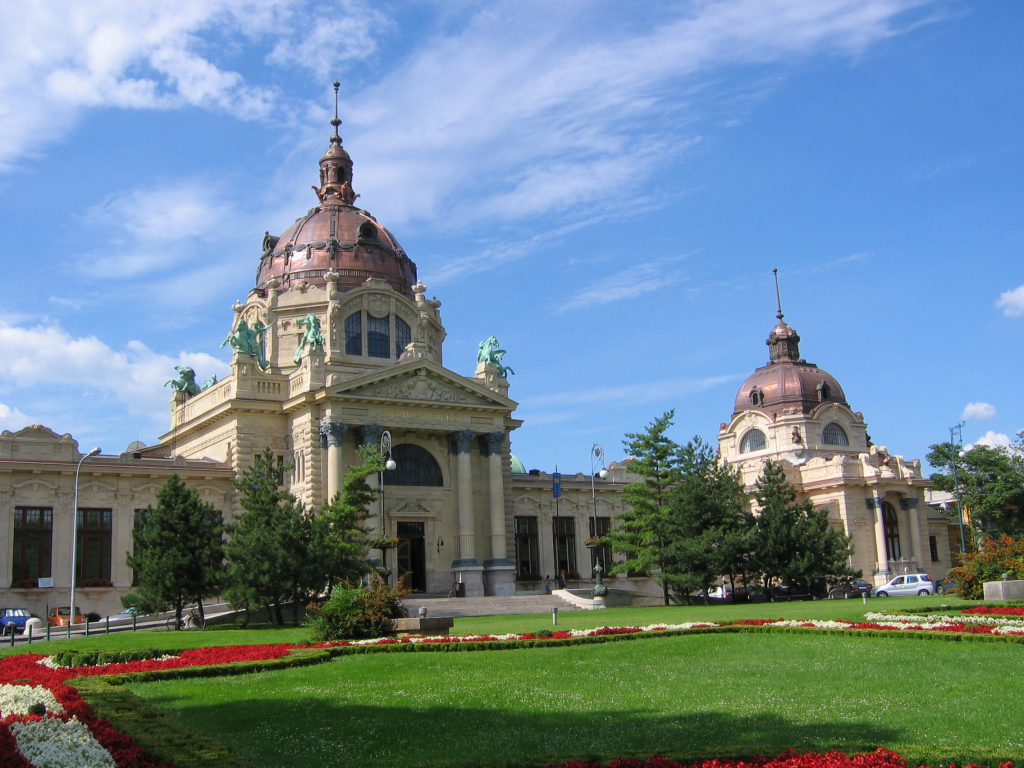
Os banhos Széchenyi em Budapeste, Hungria

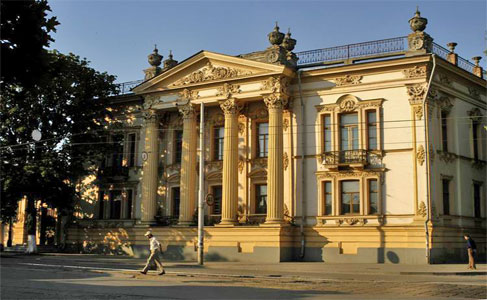
Palácio Alferaki em Taganrog, Rússia (1848).

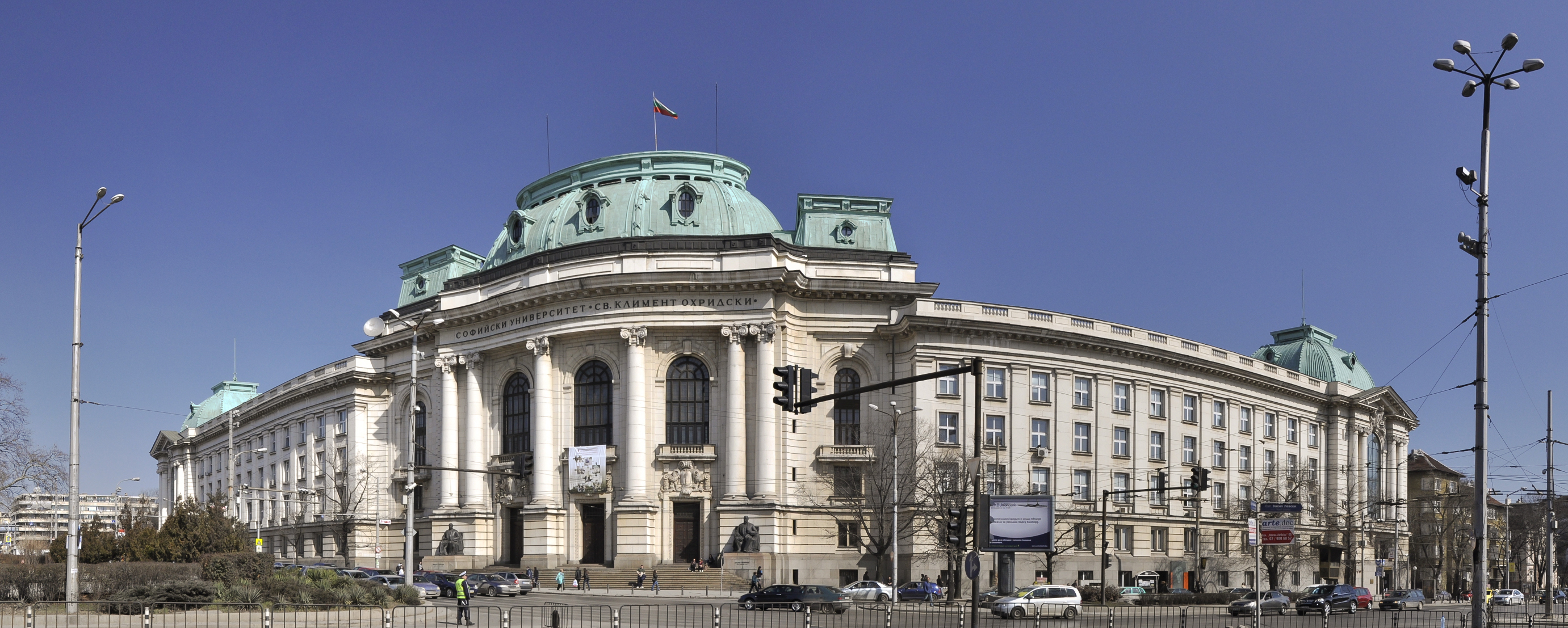
Universidade de Sófia, Bulgária (1907-1934).

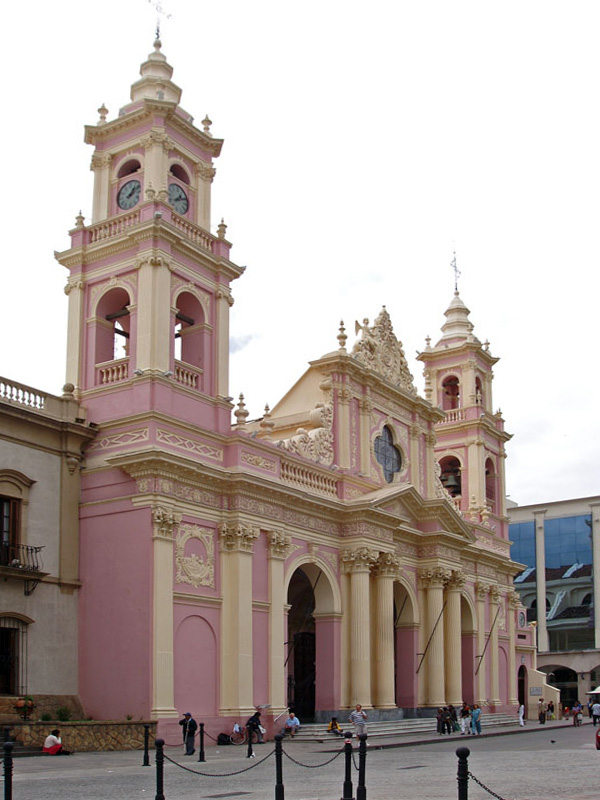
Exemplo de neobarroco americano: Catedral de Salta, Argentina.

Neobarroco é um termo usado para descrever criações artísticas que contêm importantes aspectos do estilo Barroco. Esse estilo insere-se no contexto da segunda metade do século XIX, sobretudo a partir de 1880. O Neobarroco foi predominantemente utilizado para a construção de teatros, visto que o Barroco contribuíra para uma grande expansão das artes cenográficas. Na Áustria, em especial, o neobarroco possui uma conotação patriótica, já que se relaciona com o florescimento econômico e cultural do país no século XVIII. Em sua fase tardia coexistiu com o Jugendstil, o qual influenciou.

## Arquitetura neobarroca
Alguns exemplos de arquitetura neobarroca:
- O Palácio Akasaka em Tóquio, Japão
- O Palácio Alferaki em Taganrog, Rússia
- O Museu Bode em Berlim, Alemanha
- O Palácio de Christiansborg em Copenhague, Dinamarca
- A Mesquita Ortaköy em Istambul, Turquia
- O Palácio Dolmabahçe em Istambul, Turquia
- O Palácio Garnier (Ópera de Paris) em Paris, França
- A Basílica de Nossa Senhora de Fátima (Santuário de Fátima) em Fátima, Portugal.
- Palácio de Estói em Faro, Portugal.

## Música
Na música designa-se como neobarroco uma tendência de composição do início do século XX, que retoma formas e estilos da música barroca. Alguns representantes dessa escola são: Max Reger, Johann Nepomuk David, Paul Hindemith, Ernst Krenek e Henk van Lijnschooten.

## Escultura
A corrente neobarroca é também um estilo característico do ecletismo estilístico da escultura francesa da Terceira República. Rompendo com as poses contidas e os perfis sóbrios da escultura Académica, o estilo neobarroco caracteriza-se pela abundância decorativa e pela procura de movimento através de gestos teatrais, poses contorcidas ou composições cujas linhas de força se encontram, baseadas no arabesco ou na espiral.
Na esteira de Jean-Baptiste Carpeaux, entre os escultores mais representativos deste movimento podemos citar: Jules Dalou, Alexandre Falguière, Ernest Barrias, Raoul Larche, Antoine Injalbert, Émile Peynot, Georges Récipon, Antonin Mercié, Denys Puech, Laurent Marqueste ou Jules Coutan.

Escultura neo-barroca
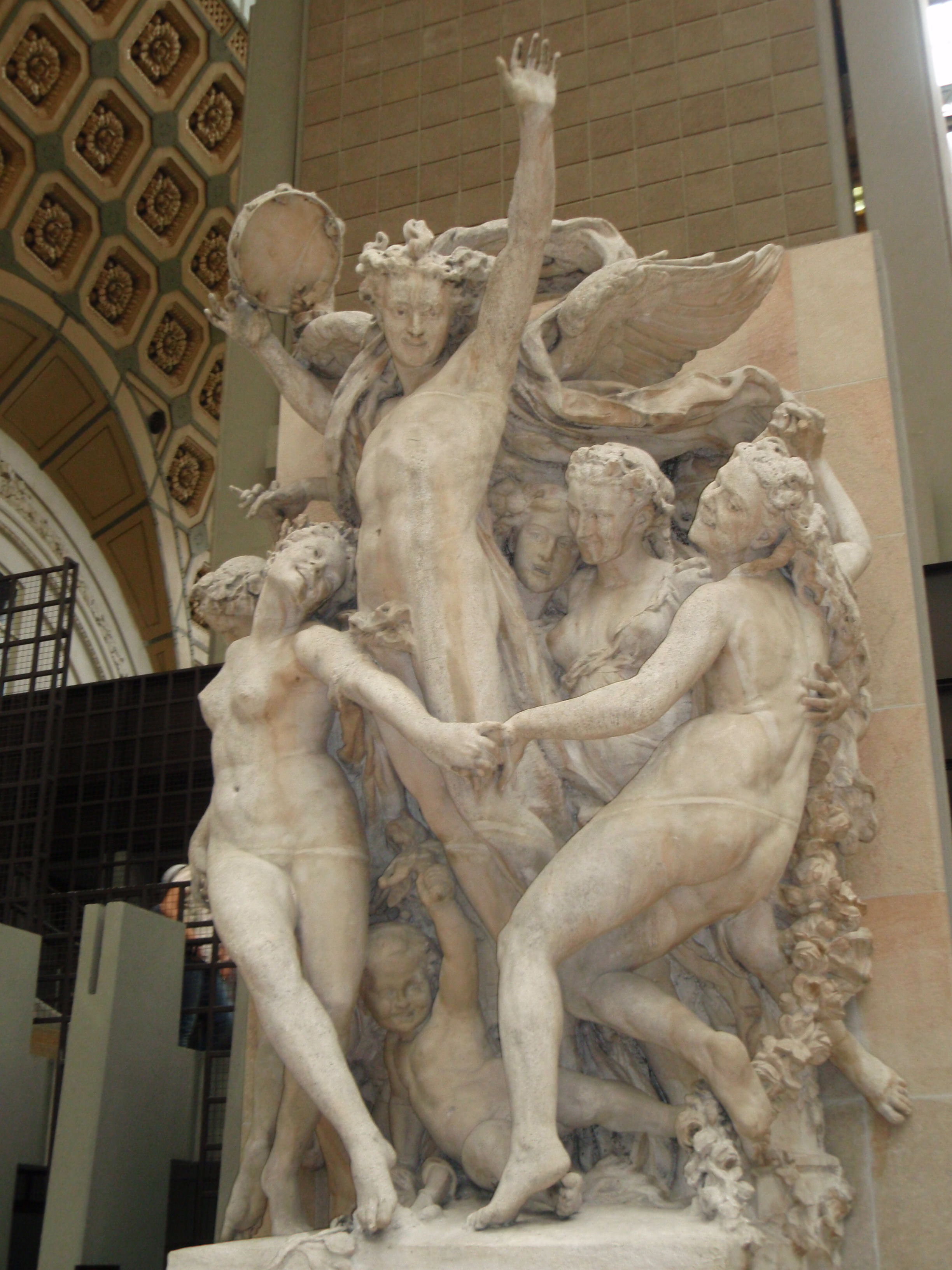
Jean-Baptiste Carpeaux, La Danse (1869), Paris, museu de Orsay.
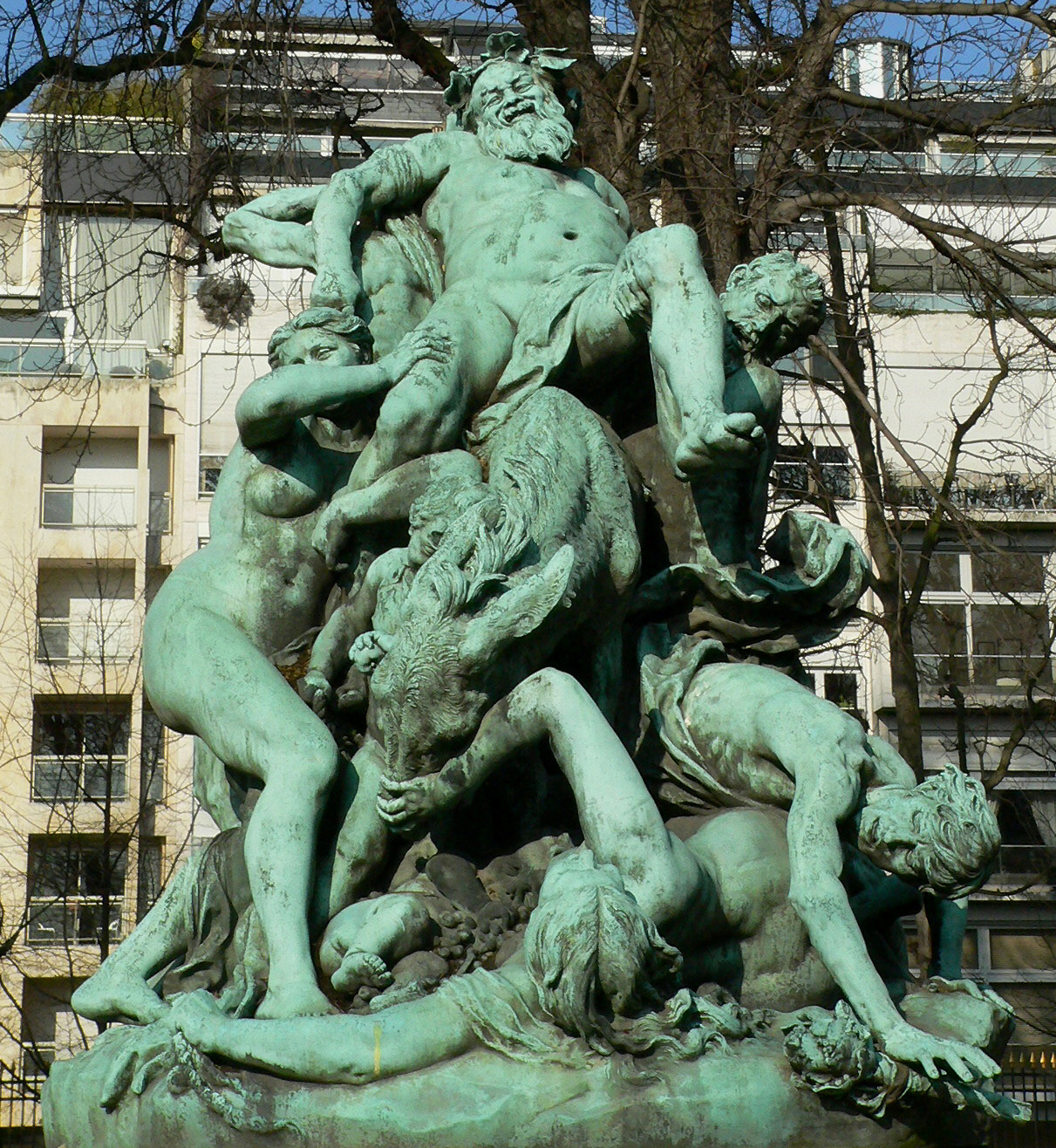
Jules Dalou, Le Triomphe de Silène (1885), Paris, jardim de Luxemburgo.
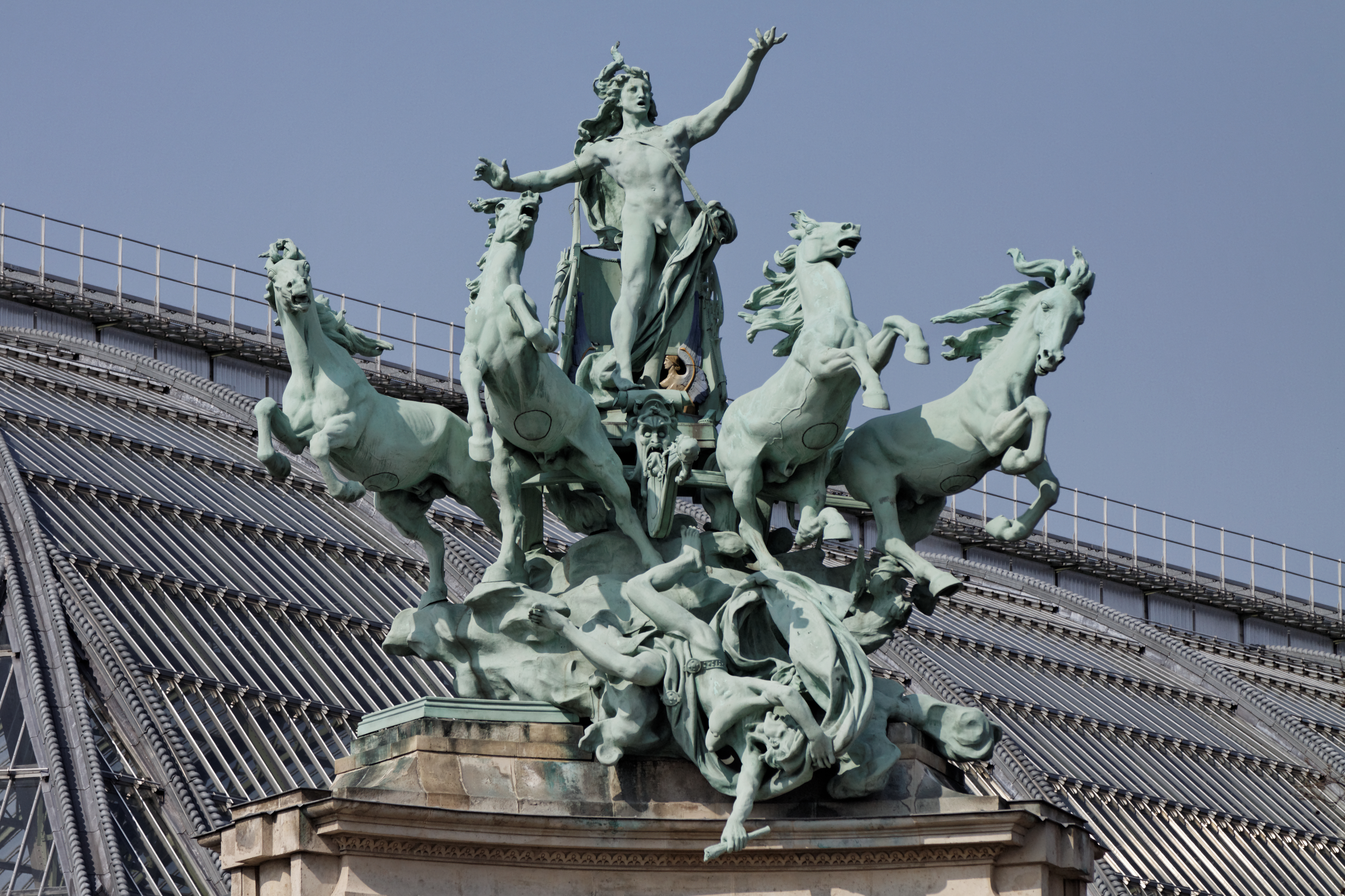
Georges Récipon, L'Harmonie dominant la Discorde (1898-1901), Paris, Grand Palais.